# Vikabergs bergslag
Vikabergs bergslag omnämns i privilegiebrev 1354. Bergslagets exakta gränser är inte fastställda, men kan ha utgjorts av By, Folkärna, Garpenbergs, Grytnäs, Hedemora och Husby socken. Vikaberg antas motsvara det gruvområde i Olshytteberget där Viks gruva återfinns. Sedan 1800-talet kallat Intrångsfältet.